# Cours, Deux-Sèvres
Cours là một xã trong tỉnh Deux-Sèvres trong vùng Nouvelle-Aquitaine ở phía tây nước Pháp. Xã này nằm ở khu vực có độ cao trung bình 102 mét trên mực nước biển.